# Kužnjača
Kužnjača (cyr. Кужњача) – wieś w Bośni i Hercegowinie, w Republice Serbskiej, w gminie Modriča. W 2013 roku liczyła 27 mieszkańców.